# Municipio Tila
Koordinaten: 17° 18′ N, 92° 26′ W
Tila ist ein Municipio im mexikanischen Bundesstaat Chiapas. Das Municipio hat 71.432 Einwohner und ist 803,9 km² groß. Verwaltungssitz und größter Ort im Municipio ist das gleichnamige Tila.
Der Name Tila kommt aus dem Nahuatl und bedeutet „im schwarzen Wasser“.

## Geographie
Das Municipio Tila liegt im Norden des mexikanischen Bundesstaats Chiapas auf Höhen unter 2200 m. Es zählt zu über 99 % zur physiographischen Provinz der Sierra Madre de Chiapas und zu 0,7 % in der südlichen Küstenebene des Golfs von Mexiko; es liegt gänzlich in der hydrologischen Region Grijalva-Usumacinta. Die Geologie des Municipios wird zu 68 % von Kalkstein bestimmt bei 21 % Sandstein-Lutit, 7 % Sandstein und 4 % Alluvionen; vorherrschende Bodentypen sind der Luvisol (54 %), Ferralsol, Leptosol (je 19 %) und Phaeozem (7 %). Etwa 50 % der Gemeindefläche sind bewaldet, 37 % dienen dem Ackerbau, 13 % werden von Weideland eingenommen.
Das Municipio grenzt an die Municipios Salto de Agua, Tumbalá, Yajalón, Simojovel und Sabanilla sowie an den Bundesstaat Tabasco.

## Bevölkerung
Beim Zensus 2010 wurden im Municipio 71.432 Menschen in 13.783 Wohneinheiten gezählt. Davon wurden 61.709 Personen als Sprecher einer indigenen Sprache registriert, darunter 52.232 Sprecher des Chol und 6.240 Sprecher des Tzeltal. 29 Prozent der Bevölkerung waren Analphabeten. 20.083 Einwohner wurden als Erwerbspersonen registriert, wovon 91 % Männer bzw. 0,9 % arbeitslos waren. Gut 69 % der Bevölkerung lebten in extremer Armut.

## Orte
Das Municipio Tila umfasst 158 bewohnte localidades, von denen der Hauptort sowie Petalcingo, Nueva Esperanza und El Limar vom INEGI als urban klassifiziert sind. 15 Orte wiesen beim Zensus 2010 eine Einwohnerzahl von über 1000 auf, 54 Orte hatten weniger als 100 Einwohner. Die größten Orte sind:
| Ort             | Einwohner |
| Tila            | 7164      |
| Petalcingo      | 6775      |
| Nueva Esperanza | 4059      |
| El Limar        | 2908      |
| Chulum Juárez   | 2137      |
| Tocob Leglemal  | 2067      |
| Nuevo Limar     | 1974      |
| Shoctic         | 1717      |
| Usipa           | 1450      |
| Cantioc         | 1426      |
| Joljá           | 1303      |
| Chulum Cárdenas | 1126      |
| Jolsibaquil     | 1103      |
| Misija          | 1087      |
| Unión Juárez    | 1012      |
| Álvaro Obregón  | 0983      |